# Флаг Лухского городского поселения
Флаг Лу́хского городского поселения Лухского муниципального района Ивановской области Российской Федерации — опознавательно-правовой знак, служащий официальным символом муниципального образования.
Флаг утверждён 29 ноября 2011 года и 21 декабря 2011 года внесён в Государственный геральдический регистр Российской Федерации с присвоением регистрационного номера 7339.

## Описание
«Прямоугольное полотнище красного цвета с отношением ширины к длине 2:3, с изображением жёлтой приставной лестницы из герба Лухского городского поселения, наклонённой к свободному краю».

## Обоснование символики
Флаг разработан с учётом герба Лухского городского поселения созданного на основе исторического герба города Лух (Луга) Костромского наместничества, Высочайше утверждённого 29 мая (9 июня) 1779 года. Описание исторического герба гласит: «В 1-й части щита в голубом поле часть из герба Костромскаго Наместничества корма галерная с тремя фонарями и с опущенными лестницами… Во 2-й части щита в червленом поле золотая лестница, означающая, что сему городу, учреждением Наместничества даны средства для восхождения на верх своего благостояния».
Лух имеет многовековую историю — первое упоминание о нём датируется 1404 годом. Получение статуса уездного города Костромского наместничества в конце XVIII века стало для Луха важной вехой развития и именно в это время, в ходе административно-территориальных реформ Екатерины Великой, город получил свой герб.
Использование на флаге современного Лухского городского поселения композиции исторического герба показывает бережное отношение жителей к своему прошлому, культуре, сохранение традиций.
Лестница — традиционный символ движения вперед, достижения целей, развития.
Жёлтый цвет (золото) — символ урожая, богатства, стабильности, уважения, интеллекта, энергии.
Красный цвет — символ мужества, силы, труда, красоты и праздника.